# Jeffrey Friedman

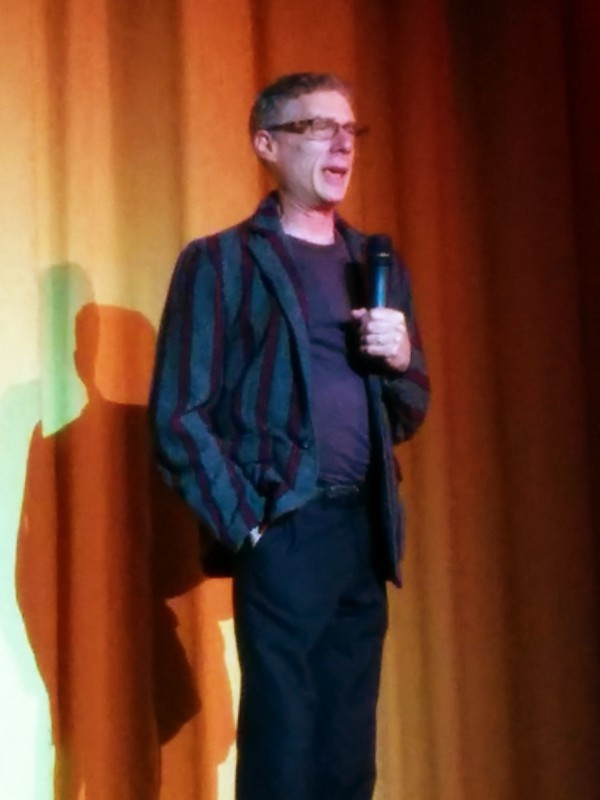
Jeffrey Friedman (2015)

Jeffrey Friedman (* 24. August 1951 in Los Angeles) ist ein US-amerikanischer Dokumentarfilmer, Filmproduzent, Drehbuchautor und Filmeditor. Eine langjährige Zusammenarbeit verbindet ihn mit Rob Epstein. Beide nehmen sich in ihren Dokumentar- und Spielfilmen wiederholt LGBT-Themen an.

## Biografie
Jeffrey Friedman begann seine Karriere als Kinddarsteller an New Yorker off-Broadway-Bühnen. Anfang der 1970er Jahre wechselte er zum Film und wurde Schnittassistent unter anderem bei William Friedkins Horrorfilm Der Exorzist (1973), Martin Scorseses Boxerfilm Wie ein wilder Stier (1980) und der Walt-Disney-Verfilmung Wenn die Wölfe heulen (1983). Später begann er als eigenverantwortlicher Editor für das US-amerikanische Fernsehen zu arbeiten. Mitte der 1980er Jahre machte Friedman die Bekanntschaft mit Rob Epstein, der zu dieser Zeit an der Produktion seines später Oscar-prämierten Dokumentarfilms The Times of Harvey Milk (1985) arbeitete. Nach einer weiteren Zusammenarbeit für eine Fernsehserie entschlossen sich Friedman und Epstein zur Gründung einer gemeinsamen Filmproduktionsfirma, Telling Pictures, die 1987 die Räume einer ehemaligen katholischen Mädchenschule in San Francisco bezog.
Mit Common Threads: Stories from the Quilt folgte 1989 die erste gemeinsame Regiearbeit. Der Dokumentarfilm über die Entstehungsgeschichte des AIDS-Projektes NAMES Project AIDS Memorial Quilt, für den beide den Schauspieler Dustin Hoffman als Erzähler gewinnen konnten, wurde 1990 mit dem Oscar ausgezeichnet. In Deutschland lief Common Threads im Rahmen der Internationalen Filmfestspiele von Berlin in der Reihe Panorama. Der für seine emotionalen Biographien gelobte Film gewann dort den Interfilm-Preis.
Im Mai 1991 machten sich die beiden homosexuellen Filmemacher von San Francisco aus per Wagen für 18 Tage in den Süden und Südosten der Vereinigten Staaten auf, woraus der Dokumentarfilm Where Are We? Our Trip Through America (1993) entstand. Sie besuchten unter anderem Louisiana, Mississippi und North Carolina. Auf ihrem Weg interviewten sie zahlreiche Landsleute über deren Hoffnungen, Träume und Ängste, darunter auch einen AIDS-Patienten in Louisiana und aus dem Golfkrieg heimgekehrte homosexuelle Soldaten. Der San Francisco Chronicle lobte Friedman und Epstein als gute Interviewer, die einiges an bemerkenswerten Material aus einem Minimum an Fragen gewonnen hätten. Where Are We? fungiere als soziologisches Dokument, als „Beleg für die Verwirrung und Besorgnis in Amerika“.
Einem weltweiten Publikum wurden Friedman und Epstein durch ihren nächsten Dokumentarfilm, The Celluloid Closet – Gefangen in der Traumfabrik (1995), bekannt. Dabei handelte es sich um eine Verfilmung des gleichnamigen Buches von Vito Russo, in dem die Rollen von LGBT-Figuren im Hollywood-Kino untersucht werden. Für das Projekt gewannen beide prominente Regisseure, Autoren, Produzenten und Schauspieler wie Lily Tomlin, Tom Hanks, Shirley MacLaine, Whoopi Goldberg, Tony Curtis, Gore Vidal und Armistead Maupin. Diese kommentierten vor der Kamera Filmausschnitte und berichteten von eigenen Erfahrungen. Friedman und Epstein gingen unter anderem auf Marlene Dietrichs androgyne Provokation in Marokko, Sissy-Rollen, das Aufkommen des Hays Codes, selbstmordgefährdete Außenseiter bis hin zu ersten homosexuellen Leinwandhelden und Darstellungen von homosexuellen Sex ein. Die faktenreiche Filmgeschichte der Homosexualität, die laut tageszeitung ein deutliches Schlaglicht auf die Moralvorstellungen der US-amerikanischen Nachkriegsgesellschaft warf, brachte Friedman und Epstein unter anderem den Teddy Award der Berlinale, den Independent Spirit Award und den Truer Than Fiction Award auf dem Sundance Film Festival ein.
Nach einem Dokumentarfilm über Extremsportler (Xtreme: Sports to Die For, 1996) gelang es Friedman und Epstein mit Paragraph 175 (2000) an den vorangegangenen Erfolg anzuknüpfen. In Zusammenarbeit mit dem Berliner Historiker Klaus Müller stellten die beiden Filmemacher den Kontakt zu fünf Männern und einer Frau her, die ab 1935 unter der Verschärfung des § 175 StGB durch die Nazis zu leiden hatten oder in Konzentrationslagern inhaftiert worden waren. Aus dem Off ließen Friedman und Epstein den Schauspieler Rupert Everett die geschichtlichen Zusammenhänge erklären, während die Aussagen der Zeitzeugen mit historischem Film- und Fotomaterial kombiniert wurden. Die Welt lobte die beiden Filmemacher für das Verzichten auf Inszenierungen und dramatische Musik, während die taz auf viele starke Momente hinwies, aber auch auf die Versuche der beiden Regisseure, Distanz zum brisanten Thema zu wahren. Paragraph 175 brachte Friedman und Epstein mehrere internationale Film- und Festivalpreise ein, darunter einen zweiten Teddy Award und den FIPRESCI-Preis der Berlinale 2000. Auf dem Sundance Film Festival wurden beide mit dem Regiepreis ausgezeichnet.
2002 steuerten beide zum preisgekrönten Episodenfilm Underground Zero über die Terroranschläge vom 11. September 2001 den Kurzfilm Isaiah's Rap hinzu, in dem ihr Neffe Isaiah Gage einen Rap anstimmt, der von der Tragödie inspiriert wurde. 2006 widmeten sich Friedman und Epstein mit Gold Rush dem historischen Phänomen des kalifornischen Goldrauschs, der als einstündiger Dokumentarfilm im Rahmen der Reihe Ten Days That Unexpectedly Changed America des History Channels ausgestrahlt wurde.
2010 nahmen sich die beiden Filmemacher in ihrem ersten Spielfilm Howl – Das Geheul, dem gleichnamigen Gedicht des US-amerikanischen Schriftstellers Allen Ginsberg (gespielt von James Franco) an, das als wichtiges Werk der Beat Generation gilt. Das Drama, das an drei verschiedenen Schauplätzen spielt, erhielt 2010 eine Einladung in den Wettbewerb der 60. Filmfestspiele von Berlin. Im selben Jahr planen Friedman und Epstein die Biografie der US-amerikanische Pornodarstellerin Linda Lovelace (1949–2002) zu verfilmen.
Jeffrey Friedman lebt in San Francisco. Neben seiner Arbeit als Regisseur und Drehbuchautor zeigte er sich gemeinsam mit Epstein auch als Produzent von Robert Carys Spielfilm Save Me (2007) und die Dokumentation Sex in '69: The Sexual Revolution in America (2009) verantwortlich.

## Filmografie (Auswahl)

### Dokumentarfilme
- 1984: Wer war Harvey Milk? (The Times of Harvey Milk)
- 1989: Common Threads: Stories from the Quilt
- 1993: Where Are We? Our Trip Through America
- 1995: The Celluloid Closet – Gefangen in der Traumfabrik (The Celluloid Closet)
- 1999: Xtreme: Sports to Die For (TV)
- 2000: Paragraph 175
- 2006: Ten Days That Unexpectedly Changed America: Gold Rush (TV)
- 2018: Endspiel (Endgame, Kurzfilm)

### Spielfilme und Fernsehserien
- 2002: Crime & Punishment (Fernsehserie)
- 2002: Underground Zero (Episode: Isaiah’s Rap)
- 2010: * 2010: Howl – Das Geheul (Howl)
- 2013: Lovelace

## Auszeichnungen

### Emmy
- 1996: nominiert in den Kategorien Outstanding Individual Achievement (Informational Programming) und Outstanding Informational Special für The Celluloid Closet

### Weitere
Internationale Filmfestspiele Berlin
- 1990: Interfilm-Preis für Common Threads: Stories from the Quilt
- 1996: Teddy Award für The Celluloid Closet
- 2000: FIPRESCI-Preis und Teddy Award für Paragraph 175

Festival Internazionale di Cinema Gaylesbico e Queer Culture di Milano
- 2000: Bester Dokumentarfilm für Paragraph 175

Glitter Award
- 2002: Bester Dokumentarfilm für Paragraph 175

Independent Spirit Awards
- 1997: Truer Than Fiction Award für The Celluloid Closet
- 2001: nominiert in der Kategorie Bester Dokumentarfilm für Paragraph 175

International Documentary Association
- 2000: nominiert in der Kategorie Bester Dokumentarfilm in Spielfilmlänge für Paragraph 175

L.A. Outfest
- 2000: Outfest Achievement Award

Philadelphia International Gay & Lesbian Film Festival
- 2000: Jurypreis für Paragraph 175

San Francisco International Lesbian & Gay Film Festival
- 2000: Publikumspreis für Paragraph 175

Seattle Lesbian & Gay Film Festival
- 2000: Award for Excellence für Paragraph 175

Sundance Film Festival
- 1992: nominiert für den Großen Preis der Jury für Where Are We? Our Trip Through America
- 1996: Freedom of Expression Award und nominiert für den Großen Preis der Jury für The Celluloid Closet
- 2000: Beste Regie und nominiert für den Großen Preis der Jury für Paragraph 175
- 2010: nominiert für den Großen Preis der Jury für Howl